# Arquidiocese de Edmonton
A Arquidiocese de Edmonton (Archidiœcesis Edmontonensis) é uma arquidiocese da Igreja Católica situada em Edmonton, Canadá. Seu atual arcebispo é Richard William Smith. Sua Sé é a Catedral de São José de Edmonton.
Possui 124 paróquias servidas por 156 padres, contando com 37,6% da população jurisdicionada batizada.

## História
A arquidiocese atual tem suas origens no início século XIX, quando qo ue é hoje o oeste do Canadá era um vasto território controlado pela Companhia da Baía de Hudson. Muitos dos funcionários da empresa foram os canadenses franceses da fé católica; alguns índios e, especialmente, os mestiços haviam se convertido ao catolicismo. Em 1838 dois padres, que viajavam para a  Costa oeste do Canadá pararam em Edmonton e celebraram a primeira missa, tendo a oportunidade de administrar batismos e consagrar casamentos cristãos.
No início dos anos quarenta do século XIX, o bispo de Saint-Boniface Norbert Provencher se interessou por esta parte de sua vasta diocese. Em 1843 fundou a primeira missão católica de Alberta em Lac Sainte Anne, onde encontraram vários missionários, incluindo os Missionários Oblatos de Maria Imaculada. Um deles, o padre Albert Lacombe, fundou perto de Edmonton uma missão que levou o nome de Saint Albert. Em 1868 os superiores maiores dos missionários Oblatos decidiram pela fundação do Vicariato das missões da região oeste do Canadá e Vital-Justin Grandin tornou-se o superior religioso do imenso território de que a missão por Saint-Boniface atingiu a costa do Pacífico e do Oceano Ártico.
Três anos depois, em 22 de setembro de 1871,  o Papa Pio IX cria a diocese de Saint Albert, com território recebido daquele da diocese de Saint-Boniface. O primeiro bispo foi o oblato Vital-Justin Grandin, da congregação religiosa à qual foi confiada a nova diocese.
A construção da linha ferroviária (1881-84) que liga a região do Atlântico com a do Ocidente contribuíram para a chegada de muitos imigrantes, entre eles católicos, o que aumentou o número de fiéis da diocese, que até então se limitava em sua maioria aos indígenas. Com a morte de Vital-Justin Grandin em 1902, a Diocese de St. Albert tinha cerca de 18 mil fiéis, 30 paróquias, com cerca de quarenta sacerdotes religiosos dos Oblatos de Maria Imaculada e uma dezena de sacerdotes seculares.
Em 30 de novembro de 1912 cede uma parte do seu território em vantagem da ereção da diocese de Calgary; contextualmente a sé episcopal foi transferida de Saint Albert a Edmonton e elevada ao posto de arquidiocese metropolitana com o nome atual.
Durante o episcopado de Henry Joseph O'Leary foi fundado o jornal da diocese em 1921 e foi criado um seminário em 1927, no local que uma vez serviu como um instituto teológico dos Oblatos de Maria Imaculada. Em 1957, o arcebispo John Hugh MacDonald abriu as instalações do novo seminário. Finalmente, o terceiro seminário foi aberto em 1997.
Em 17 de julho de 1948 a arquidiocese cedeu a parte setentrional do próprio território em vantagem da ereção da Diocese de Saint Paul (Alberta).
Calgary e Saint Paul em Alberta constituem hoje as dioceses da província eclesiástica de Edmonton.

## Prelados
Administração da arquidiocese:
| #                   | Nome                         | Período    | Notas                          |
| Arcebispos          | Arcebispos                   | Arcebispos | Arcebispos                     |
| ------------------- | ---------------------------- | ---------- | ------------------------------ |
| 7º                  | Richard William Smith        | 2007-2025  | Nomeado Arcebispo de Vancouver |
| 6º                  | Thomas Christopher Collins   | 1999-2006  | Nomeado Arcebispo de Toronto   |
| 5º                  | Joseph Neil MacNeil          | 1973-1999  |                                |
| 4º                  | Anthony Jordan, O.M.I.       | 1964-1973  |                                |
| 3º                  | John Hugh MacDonald          | 1938-1964  |                                |
| 2º                  | Henry Joseph O'Leary         | 1920-1938  |                                |
| 1º                  | Emile Joseph Legal, O.M.I.   | 1912-1920  |                                |
| Arcebispo-coadjutor |                              |            |                                |
|                     | Thomas Christopher Collins   | 1999       |                                |
|                     | Anthony Jordan, O.M.I.       | 1955-1964  |                                |
|                     | John Hugh MacDonald          | 1936-1938  |                                |
| Bispos              |                              |            |                                |
| 2º                  | Emile Joseph Legal, O.M.I.   | 1902-1912  |                                |
| 1º                  | Vital-Justin Grandin, O.M.I. | 1871-1902  |                                |
| Bispo-coadjutor     |                              |            |                                |
|                     | Emile Joseph Legal, O.M.I.   | 1897-1902  |                                |
| Bispo auxiliar      |                              |            |                                |
|                     | Gregory John Bittman         | 2012-2018  | Nomeado Bispo de Nelson        |